# Mogi Mirim
Mogi Mirim – miasto w Brazylii leżące w stanie São Paulo. W roku 2004 obszar miasta wznoszący się 632 metry nad poziomem morza i liczący 500,49 km² zamieszkiwało 90 042 ludzi.